# أنرجان (مهر أنرود)
أنرجان (بالفارسية: انرجان) هي منطقة سكنية تقع في إيران في قسم مهر أنرود المرکزي الريفي. يقدر عدد سكانها بـ 346 نسمة .